# 유엔 사무부총장
유엔 사무부총장 또는 국제 연합 사무부총장(國際聯合-事務副總長, 영어: Deputy Secretary-General of the United Nations)은 유엔의 주요 기관 가운데 하나인 유엔 사무국에서 수장인 유엔 사무총장 다음 가는 직위로서, 주로 유엔 사무총장을 보좌하는 역할을 수행한다. 이 직책은 1997년 유엔 총회에서 신설되었다.

## 역대 유엔 사무부총장
| 대 | 유엔 사무부총장  | 사진 | 출신 국가  | 임기                              | 유엔 사무총장     |
| -- | ---------------- | ---- | ---------- | --------------------------------- | ----------------- |
| 1  | 루이즈 프레셰트  |      | 캐나다     | 1997년 4월 1일 – 2006년 4월 1일   | 코피 아난         |
| 2  | 마크 맬럭 브라운 |      | 영국       | 2006년 4월 1일 – 2006년 12월 31일 | 코피 아난         |
| 3  | 아샤로즈 미기로  |      | 탄자니아   | 2007년 2월 5일 – 2012년 7월 1일   | 반기문            |
| 4  | 얀 엘리아손      |      | 스웨덴     | 2012년 7월 1일 – 2016년 12월 31일 | 반기문            |
| 5  | 아미나 모하메드  |      | 나이지리아 | 2017년 1월 1일 – 현재             | 안토니우 구테흐스 |